# Anwar Shaikh
Anwar Shaikh   (Karachi, 1945) és un economista d'orientació marxista. Va estudiar als Estats Units, país en el qual resideix i on és professor a The New School for Social Research de Nova York. És un economista heterodox ja que sosté que els models neoclàssics que s'ensenyen a les universitats són eines deficients per analitzar el capitalisme.

## Trajectòria acadèmica
Va estudiar Economia a la Universitat de Princeton fins al 1965 i es va doctorar a la Universitat de Colúmbia el 1973.
Les seves línies principals de recerca són: el crèdit i la inflació, els models dinàmics no lineals de creixement i els cicles econòmics, les comparacions internacionals de l'Estat de benestar, la globalització, les taxes de canvi, la política macroeconòmica dels Estats Units, la teoria financera i el desenvolupament sostingut. La seva posició és crítica, atès que utilitza en la seva anàlisi categories tant de la teoria marxista i com de la teoria clàssica. És un permanent investigador de la teoria econòmica neoclàssica i del lliure canvi.
La recerca de Shaikh es caracteritza per haver aconseguit respostes a diversos interrogants sembrats entorn de l'anàlisi marxista. En particular, es destaquen els seus progressos referents a la transformació del valor d'ús en valor de canvi i la teoria del comerç internacional. El seu propòsit és reforçar l'anàlisi teòrica marxista amb l'estudi empíric dels comptes nacionals, i d'aquesta forma oferir eines pràctiques que permetin validar els enfocaments de la teoria del valor.
Shaikh defensa que en el pensament marxista existeixen tres grans lleis de l'economia capitalista: la tendència decreixent del guany, la centralització del capital i el creixement de l'exèrcit industrial de reserva. Amb això s'ha col·locat en un terreny oposat al d'economistes marxistes com Paul Sweezy, Paul A. Baran, Maurice Herbert Dobb i Samir Amin (anomenats per Ernest Mandel, «marxistes keynesians»), que van postular una teoria subconsumista (o de sobreproducció, la qual cosa és el mateix segons Sweezy). En molts punts, es pot dir que Shaikh segueix el pensament de Mandel i Roman Rosdolsky, però el supera criticant el teorema d'Okishio, l'anàlisi més nova que fonamenta la teoria sobreproductiva de la crisi capitalista.
Shaikh dedica gran part de les seves discussions a debatre amb altres escoles teòriques com la neoclàssica, la neorricardiana o la keynesiana. La profunditat de la seva anàlisi li ha permès guanyar-se el reconeixement internacional dins del camp de l'esquerra política.

## Obra publicada
- Capitalism. Competition, Conflict, Crises (2016), Anwar Shaikh, Oxford University Press[4]
- "Globalization and the Myth of Free Trade" (2007), in Globalization and the Myths of Free Trade: History, theory, and empirical evidence, Anwar Shaikh (ed.) Routledge, New York, NY.
- "Nonlinear Dynamics and Pseudo-Production Functions" (2005) in The Eastern Economics Journal, Special Issue on Production Functions.
- "Explaining the Global Economic Crisis: A Critique of Brenner" (1999), Historical Materialism, No. 5.
- "Explaining Inflation and Unemployment: An Alternate to Neoliberal Economic Theory" (1999), in Contemporary Economic Theory, Andriana Vachlou (ed.), Macmillan, London.
- "The Stock Market and the Corporate Sector: A Profit-Based Approach" (1998), in Markets, Unemployment and Economic Policy: Essays in Honour of Geoff Harcourt', Volume Two, Malcolm Sawyer, Philip Arestis, and Gabriel Palma (eds.), Routledge, London.
- "The Empirical Strength of the Labor Theory of Value" (1998), in Conference Proceedings of Marxian Economics: A Centenary Appraisal, Riccardo Bellofiore (ed.), Macmillan, London.
- "The Falling Rate of Profit as the Cause of Long Waves: Theory and Empirical Evidence" (1992), in New Findings in Long Wave Research, Alfred Kleinknecht, Ernest Mandel, and Immanuel Wallerstein (eds.), Macmillan Press, London.
- "Wandering Around the Warranted Path: Dynamic Nonlinear Solutions to the Harrodian Knife-Edge" (1992), in Kaldor and Mainstream Economics: Confrontation or Convergence? (Festschrift for Nicolas Kaldor), Edward J. Nell and Willi Semmler, The Macmillan Press Ltd.
- "The Falling Rate of Profit and the Economic Crisis in the U.S." (1987), in The Imperiled Economy, Book I, Union for Radical Political Economy, Robert Cherry, et al. (eds.)
- "The Transformation from Marx to Sraffa" (1984), in Ricardo, Marx, Sraffa, The Langston Memorial Volume, Ernest Mandel, and Alan Freeman (eds.)
- "On the Laws of International Exchange" (1980), in Growth, Profits and Property, Edward J. Nell (ed.), Cambridge University Press, Cambridge.
- "An Introduction to the History of Crisis Theories" (1978), in U.S. Capitalism in Crisis, U.R.P.E., New York.
- "Laws of Production and Laws of Algebra: The Humbug Production Function" (1974), The Review of Economics and Statistics, Volum 56 (1), febrer 1974, p. 115-120.